# Шервуд, Карлтон
Карлтон Алекс Шервуд (16 декабря 1946 — 11 июня 2014) — американский журналист, продюсировавший фильм «Украденная честь», подвергший критике Джона Керри.
Шервуд работал в двух группах журналистов, которые заслужили своим организациям Пулитцеровскую премию и премию Пибоди. После работы в газете Washington Times, он написал книгу Inquisition: The Persecution and Prosecution of the Reverend Sun Myung Moon о судебном процессе Правительсттво США против Сон Мён Муна. В 1987 году Фонд слепых американских ветеранов (англ. Blinded American Veterans Foundation) учредил ежегодную медиа-премию имени Карлтона Шервуда, чтобы отметить «как журналистское мастерство, так и тех представителей средств массовой информации, которые проявили особый интерес и преданность нуждам и заботам американских ветеранов».

## Ранняя жизнь и карьера
Шервуд родился в Камдене, штат Нью-Джерси, США, в 1946 году в семье офицера-подводника ВМФ. Он поступил на службу в Корпус морской пехоты США и участвовал в Доминиканской гражданской войне. Позже он учился в Университете Мэриленда. Его карьера репортера началась в Philadelphia Bulletin в 1968 году.

## Журналистика
Шервуд, Джон Ханчетт и Уильям Шмик были ответственны за то, что служба новостей Gannett получила золотую медаль за общественную деятельность Пулитцеровской премии 1980 года. Награда была вручена за серию расследований скандала по сбору средств с участием священников Полины из Дойлстауна, штат Пенсильвания, и роли Ватикана в последующем сокрытии нарушений. Впервые эта награда была вручена Информационному агентству.
Шервуд также входил в группу репортеров, которые документировали жестокое обращение, пренебрежение и смерть среди детей, пожилых людей и психически больных людей, о которых заботился Департамент социальных служб Оклахомы, США. Расследование завершилось статьями, опубликованными Gannett, специальным репортажем Карен Бернс и Биллом Лихтенштейном, который был опубликован в журнале ABC News Magazine 20/20 под названием «Throwaway Kids», а также репортажем «Oklahoma Shame», который транслировался телеканалу KOCO в Оклахома-Сити, Оклахома. Серия репортажей была удостоен премии Peabody Award 1982 года.

## Мемориальный фонд ветеранов Вьетнама
В ноябрьском четырехсерийном репортаже 1983 года для вашингтонской телевизионной станции WDMV (ныне WUSA) Channel 9 под названием «Мемориал Вьетнама: нарушенное обещание?» (Vietnam Memorial: A Broken Promise?) он «поднял серьезные вопросы относительно финансовой состоятельности» Мемориального фонда ветеранов Вьетнама, частной организации, которая собрала 9 миллионов долларов на строительство памятника. Шервуд сообщил, что было потрачено всего 2,6 миллиона долларов, и хотел знать, где находятся остальные деньги.
Боб Дубек, директор проекта Фонда, сказал: «Это был хит. Все, что говорил Шервуд, было домыслами, дымом и зеркалами». Чтобы предотвратить судебный иск, радиостанция опубликовала опровержение и пожертвовала Фонду 50 000 долларов. Шервуд был арестован и обвинен в незаконной записи на пленку одного из героев доклада, Джона Уилера, председателя Фонда и специального совета при председателе Комиссии по ценным бумагам. Позже обвинения с Шервуда были сняты. Аудит Фонда, проведенный Главным бухгалтерским управлением, обнародованный в мае 1984 года, пришел к выводу, что обвинения Шервуда в отношении Фонда необоснованны. В декабре радиостанция отказалась транслировать еще один репортаж Шервуда с критикой Фонда. Шервуд уволился и устроился на работу в The Washington Times. Заголовок газеты New York Times по поводу этого противоречия гласил: «Проект репортера разрушает его карьеру» (17 июля 1984 г.)

## Расследование деятельности Церкви объединения
В своей книге «Инквизиция: Преследование и судебное наказание преподобного Мун Сон Мёна» (Inquisition: The Persecution and Prosecution of the Reverend Sun Myung Moon) Шервуд заключил: «Церковь Объединения, ее лидеры и последователи были и продолжают оставаться жертвами наихудших религиозных предрассудков и расового фанатизма, свидетелями которых стала эта страна за более чем столетие. Более того, практически каждый институт, который мы, американцы, считаем священным, — Конгресс, суды, правоохранительные органы, пресса и даже сама Конституция США были злонамеренно, зачастую жестоко, использованы в рамках решительных усилий по уничтожению этого небольшого, но расширяющегося религиозного движения»
Тем не менее, независимость суждений Шервуда была поставлена под сомнение. В рассказе «Воскрешение преподобного Муна» (The Resurrection Of Reverend Moon, 21 января 1992 года) телесериала PBS «Линия фронта» (Frontline) была представлена копия письма, адресованного Муну, написанного Джеймсом Гэвином, лидером Церкви объединения. Гэвин сообщает Муну, что он просмотрел «общий тон и фактическое содержание» книги перед публикацией и предложил внести изменения. Гэвин добавляет, что «мистер Шервуд заверил меня, что все это будет сделано, когда рукопись будет отправлена издателю». В заключение Гэвин говорит Муну: «Когда все наши предложения будут учтены, книга будет завершена и, по моему мнению, окажет значительное влияние... Помимо того, что сейчас она заставит замолчать наших критиков, книга должна иметь неоценимое значение для убеждения других» нашей легитимности на многие годы вперед».

## Программа военных аналитиков Пентагона
Шервуд был одним из 75 участников программы военных аналитиков Пентагона, которые в 2002 году выступали в американских СМИ в качестве военных аналитиков с тезисами в пользу вторжения администрации Буша в Ирак.

## Украденная честь
Во время президентской кампании 2004 года Шервуд написал и снял документальный фильм «Украденная честь», в котором представлены точки зрения ряда американских ветеранов войны во Вьетнаме, которые утверждают, что антивоенная деятельность Джона Керри нанесла им вред, и изображают Керри предателем. Шервуд сказал Fox News: «Мы все ветераны вьетнамских боевых действий, и Джон Керри оклеветал и поносил нас всех, заклеймив как детоубийц». Журналистские стандарты этой статьи были широко поставлены под сомнение. Sinclair Broadcasting планировала транслировать его накануне всеобщих выборов, заявив, что считает его достойным освещения в печати. После последовавшего разногласия Sinclair Broadcasting отказался от трансляции фильма. «Украденная честь» — проект компании Sherwood’s Red, White and Blue Productions, базирующейся в Гаррисберге, штат Пенсильвания, чьими связями с общественностью управляет Quantum Communications, компания, принадлежащая лоббисту Чарльзу Героу.  В 2000 году Героу баллотировался в Конгресс от республиканской партии. В 2003 году он был номинирован президентом Бушем на должность члена Комиссии по случаю 300-летия Бенджамина Франклина. Героу выступил в качестве публициста фильма.
Шервуд подал в суд на Керри, утверждая, что он несет ответственность за отказ Sinclair Broadcasting транслировать фильм и за ущерб репутации Шервуда. Керри создал фонд правовой защиты под названием «Фонд истины и чести» (Fund for Truth and Honor), что является обыгрыванием названия фильма Шервуда. Иск Шервуда был отклонен.

## Республиканские назначения
Шервуд работал в штате губернатора Пенсильвании Тома Риджа, которого Джордж Буш позже назначил первым министром внутренней безопасности США . Шервуд и Ридж встречались, когда Ридж был конгрессменом и ключевым критиком планируемого Мемориала ветеранов Вьетнама, а Шервуд негативно отзывался о Мемориальном фонде. Шервуд стал исполнительным вице-президентом и директором по коммуникациям WVC3 Group, Inc., антитеррористической и охранной фирмы со штаб-квартирой в Рестоне, штат Вирджиния, США.
Шервуд «служил специальным советником по СМИ министра военно-морского флота во время администрации Рейгана».

## Кончина
11 июня 2014 года Шервуд умер в Филадельфии, штат Пенсильвания, от сердечной недостаточности в возрасте 67 лет.

## Внешние ссылки
- Биография с сайта Steedhonor.com